# Rodney Childers
Pour les articles homonymes, voir Childers.
 (octobre 2022).
La mise en forme du texte ne suit pas les recommandations de Wikipédia : il faut le « wikifier ».
Les points d'amélioration suivants sont les cas les plus fréquents. Le détail des points à revoir est peut-être précisé sur la page de discussion.
- Les titres sont pré-formatés par le logiciel. Ils ne sont ni en capitales, ni en gras.
- Le texte ne doit pas être écrit en capitales (les noms de famille non plus), ni en gras, ni en italique, ni en « petit »…
- Le gras n'est utilisé que pour surligner le titre de l'article dans l'introduction, une seule fois.
- L'italique est rarement utilisé : mots en langue étrangère, titres d'œuvres, noms de bateaux, etc.
- Les citations ne sont pas en italique mais en corps de texte normal. Elles sont entourées par des guillemets français : « et ».
- Les listes à puces sont à éviter, des paragraphes rédigés étant largement préférés. Les tableaux sont à réserver à la présentation de données structurées (résultats, etc.).
- Les appels de note de bas de page (petits chiffres en exposant, introduits par l'outil «  Source ») sont à placer entre la fin de phrase et le point final[comme ça].
- Les liens internes (vers d'autres articles de Wikipédia) sont à choisir avec parcimonie. Créez des liens vers des articles approfondissant le sujet. Les termes génériques sans rapport avec le sujet sont à éviter, ainsi que les répétitions de liens vers un même terme.
- Les liens externes sont à placer uniquement dans une section « Liens externes », à la fin de l'article. Ces liens sont à choisir avec parcimonie suivant les règles définies. Si un lien sert de source à l'article, son insertion dans le texte est à faire par les notes de bas de page.
- La présentation des références doit suivre les conventions bibliographiques. Il est recommandé d'utiliser les modèles {{Ouvrage}}, {{Chapitre}}, {{Article}}, {{Lien web}} et/ou {{Bibliographie}}. Le mode d'édition visuel peut mettre en forme automatiquement les références.
- Insérer une infobox (cadre d'informations à droite) n'est pas obligatoire pour parachever la mise en page.

Pour une aide détaillée, merci de consulter Aide:Wikification.
Si vous pensez que ces points ont été résolus, vous pouvez retirer ce bandeau et améliorer la mise en forme d'un autre article.
Statistiques en NASCAR Cup Series
Dernière mise à jour : 26 novembre 2022 
Rodney S. Childers (né le 7 juin 1976) est un chef d'équipe américain de la série NASCAR Cup et ancien pilote de course professionnel de stock car. Il est actuellement employé chez Stewart-Haas Racing en tant que chef d'équipe pour la Ford Mustang no 4, conduite par Kevin Harvick, vainqueur du championnat NASCAR Sprint Cup Series 2014.

## Biographie
Rodney Childers est né à Mooresville, en Caroline du Nord. Avant de devenir chef d'équipe, Childers lui-même était un coureur, participant à l'Association mondiale de karting à l'âge de 12 ans. Il a remporté sept championnats dans l'État de Caroline du Sud et cinq championnats au niveau national avant de passer à la division Late Model Stock Car en 1997. De 1999 à 2002, il a participé à la NASCAR Slim Jim All Pro Series et à la Hooters Pro Cup Series. En 2000, Childers a fait ses débuts en Busch Series à Myrtle Beach Speedway, au volant de la Chevrolet Monte Carlo no 49 pour Jay Robinson Racing.
Childers a pris sa retraite de pilote en 2003 pour se concentrer sur le métier de mécanicien. Il a d'abord travaillé avec Penske-Jasper Racing en tant que mécanicien pour la Dodge no 77, avant de devenir chef de voiture. En juin 2005, Childers a été nommé chef d'équipe de Scott Riggs chez MB2 / MBV Motorsports pour le reste de la saison, où Riggs a marqué deux top-cinq et quatre top-10. Il a déménagé avec Riggs à Evernham Motorsports au début de la saison 2006 et est resté avec lui jusqu'en octobre 2007, date à laquelle il est devenu le chef d'équipe d'Elliott Sadler à Evernham. Il est resté avec Sadler jusqu'à la fin de 2008, date à laquelle il a rejoint Michael Waltrip Racing.
Childers possédait une Shelby Mustang GT500 de 1967. Il lui a été offert par le copropriétaire de MWR, Robert "Rob" Kauffman, après que lui et le pilote David Reutimann aient remporté le Coca-Cola 600 en 2009. Reutimann a également reçu une Mustang de Kauffman. Childers a entrainé les talents qu'ils ont utilisés pour remporter le Coca-Cola 600 pour gagner Reutimann une victoire bouleversée en Coupe à Chicago. Après que Reutimann n'ai pas gagné en 2011, il a été remplacé par Mark Martin et l'un des amis de longue date de Childers, Brian Vickers. Childers et l'équipe ont été renumérotés à 55. Vickers a remporté la victoire de l'équipe no 55 à Loudon.
Le 23 août 2013, malgré la victoire de Loudon, Childers a annoncé qu'il quittait MWR pour devenir le chef d'équipe de Kevin Harvick chez Stewart-Haas Racing en 2014. Childers a été libéré de ses fonctions de chef d'équipe par MWR après la course nocturne Irwin Tools 2013, mais est resté sous contrat pour le reste de la saison.
Harvick et Childers se sont combinés pour remporter le titre de la NASCAR Sprint Cup Series 2014.Depuis le règne du titre, le duo a été constant en terminant dans les séries éliminatoires de NASCAR. Les deux se sont combinés pour remporter 36 courses aux points, 25 pôles et une victoire dans la course All-Star depuis le début de l'équipe no 4.
Le 5 octobre 2022, Childers a été suspendu pour quatre courses et condamné à une amende de 100 000 USD pour une pénalité L2 lors de l'inspection d'après-course après la course éliminatoire de Talladega. La sanction relève des sections 14.1 (assemblage du véhicule) et 14.5 (carrosserie) du livre de règles NASCAR, qui se rapportent toutes deux aux règles générales d'assemblage de la carrosserie et du véhicule entourant la modification d'une pièce fournie par une source unique. De plus, l'équipe no 4 s'est vu attribuer 100 points de pilote et de propriétaire.
(clé) (Gras – Pole position attribuée par temps de qualification. Italique – Pole position gagnée par le classement par points ou le temps d'entraînement. * – La plupart des tours menés.)
| Résultats en NASCAR Xfinity Series | Résultats en NASCAR Xfinity Series | Résultats en NASCAR Xfinity Series | Résultats en NASCAR Xfinity Series | Résultats en NASCAR Xfinity Series | Résultats en NASCAR Xfinity Series | Résultats en NASCAR Xfinity Series | Résultats en NASCAR Xfinity Series | Résultats en NASCAR Xfinity Series | Résultats en NASCAR Xfinity Series | Résultats en NASCAR Xfinity Series | Résultats en NASCAR Xfinity Series | Résultats en NASCAR Xfinity Series | Résultats en NASCAR Xfinity Series | Résultats en NASCAR Xfinity Series | Résultats en NASCAR Xfinity Series | Résultats en NASCAR Xfinity Series | Résultats en NASCAR Xfinity Series | Résultats en NASCAR Xfinity Series | Résultats en NASCAR Xfinity Series | Résultats en NASCAR Xfinity Series | Résultats en NASCAR Xfinity Series | Résultats en NASCAR Xfinity Series | Résultats en NASCAR Xfinity Series | Résultats en NASCAR Xfinity Series | Résultats en NASCAR Xfinity Series | Résultats en NASCAR Xfinity Series | Résultats en NASCAR Xfinity Series | Résultats en NASCAR Xfinity Series | Résultats en NASCAR Xfinity Series | Résultats en NASCAR Xfinity Series | Résultats en NASCAR Xfinity Series | Résultats en NASCAR Xfinity Series | Résultats en NASCAR Xfinity Series | Résultats en NASCAR Xfinity Series | Résultats en NASCAR Xfinity Series | Résultats en NASCAR Xfinity Series | Résultats en NASCAR Xfinity Series |
| ---------------------------------- | ---------------------------------- | ---------------------------------- | ---------------------------------- | ---------------------------------- | ---------------------------------- | ---------------------------------- | ---------------------------------- | ---------------------------------- | ---------------------------------- | ---------------------------------- | ---------------------------------- | ---------------------------------- | ---------------------------------- | ---------------------------------- | ---------------------------------- | ---------------------------------- | ---------------------------------- | ---------------------------------- | ---------------------------------- | ---------------------------------- | ---------------------------------- | ---------------------------------- | ---------------------------------- | ---------------------------------- | ---------------------------------- | ---------------------------------- | ---------------------------------- | ---------------------------------- | ---------------------------------- | ---------------------------------- | ---------------------------------- | ---------------------------------- | ---------------------------------- | ---------------------------------- | ---------------------------------- | ---------------------------------- | ---------------------------------- |
| Année                              | Équipe                             | No.                                | Constructeur                       | 1                                  | 2                                  | 3                                  | 4                                  | 5                                  | 6                                  | 7                                  | 8                                  | 9                                  | 10                                 | 11                                 | 12                                 | 13                                 | 14                                 | 15                                 | 16                                 | 17                                 | 18                                 | 19                                 | 20                                 | 21                                 | 22                                 | 23                                 | 24                                 | 25                                 | 26                                 | 27                                 | 28                                 | 29                                 | 30                                 | 31                                 | 32                                 | Clas.                              | Pts                                |
| 2000                               | Jay Robinson Racing                | 49                                 | Chevrolet                          | DAY                                | CAR                                | LVS                                | ATL                                | DAR                                | BRI                                | TEX                                | NSV                                | TAL                                | CAL                                | RCH                                | NHA                                | CLT                                | DOV                                | SBO                                | MYB 43                             | GLN                                | MLW                                | NZH                                | PPR                                | GTY                                | IRP                                | MCH                                | BRI                                | DAR                                | RCH                                | DOV                                | CLT                                | CAR                                | MEM                                | PHO                                | HOM                                | 119e                               | 34                                 |